# Kirche Morgenitz

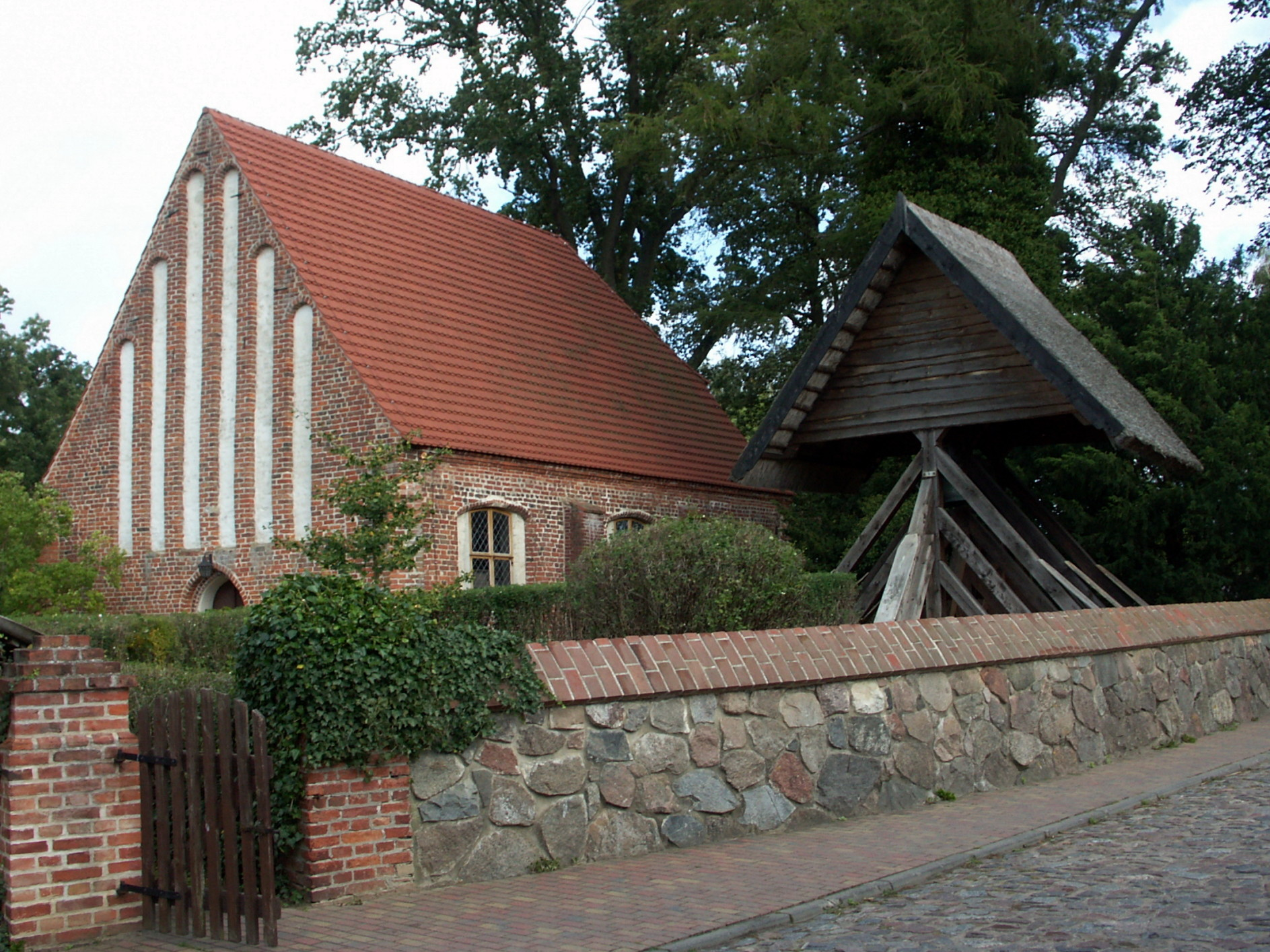
Die Hallenkirche von Morgenitz

Die Kirche Morgenitz ist eine Kirche im Ortsteil Morgenitz der Gemeinde Mellenthin auf der Insel Usedom. Eine Morgenitzer Kirche wurde erstmals 1318 urkundlich erwähnt. Von diesem Ursprungsbau ist jedoch vermutlich nichts erhalten. Die heutige Kirche wurde um 1500 ausgeführt, die Ausstattung ist bedeutend jünger.

## Beschreibung

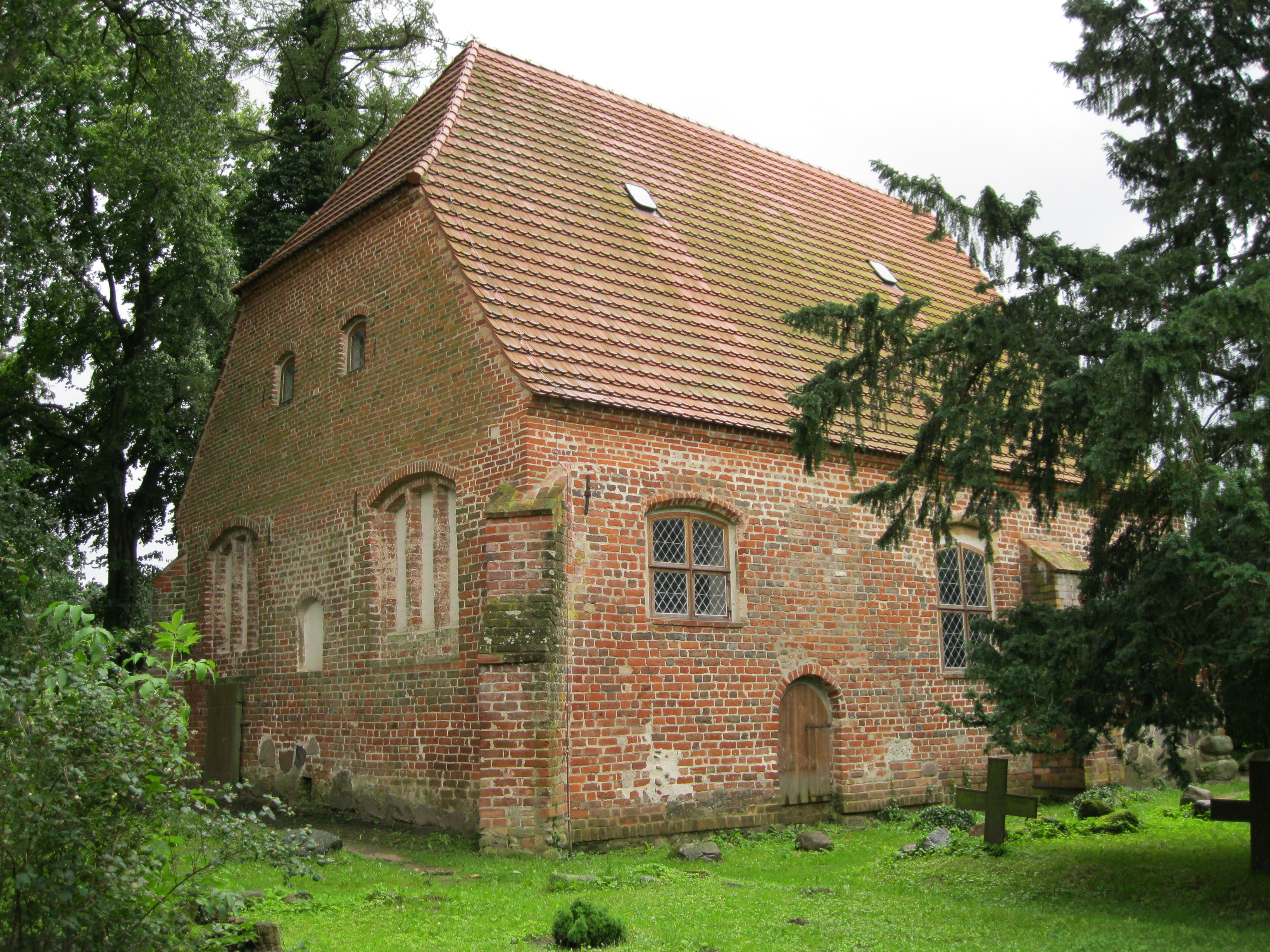
Die Kirche von der Rückseite gesehen

Die Dorfkirche Morgenitz ist eine einfache, einschiffige Kirche. Sie wurde um 1500 als spätgotischer Backsteinbau ohne Glockenturm ausgeführt. Der spitze Giebel der Westfassade wird durch markante hohe Blendbögen gegliedert. An der Ostwand der Kirche befindet sich eine Grabplatte aus schwedischem Kalkstein. Auf der Südseite der Kirche befindet sich ein hölzerner Glockenstuhl, der im Jahr 1820 errichtet und 1928 erneuert wurde.
Der Altar ist eine einfache barocke Komposition mit Malereien aus dem 18. Jahrhundert, gedrechselten Säulen und Statuen. Eine Orgel wurde erst 1894 eingebaut.
Die Gemälde auf dem barocken Altaraufsatz stellen das Abendmahl, die Auferstehung und Christi Himmelfahrt sowie seitlich die Apostel Petrus und Paulus dar. Auch die beiden allein erhaltenen mittelalterlichen Schnitzfiguren fanden im Altaraufsatz ihren Platz.
Die Totenbretter (18. Jahrhundert) an den Wänden der Kirche dienten der Aufbewahrung der Braut- bzw. Totenkronen. Unter dem Altar befindet sich eine Gruft mit Kreuzgewölbe, darin der kupferne Prunksarg des schwedischen Obristen Paul Weediger von Borcke († 1699). Das zinnerne Kruzifix und weiterer Zinnschmuck gehörten ursprünglich zum Sarg der Frau des Obristen, Sophie Juliane, geb. v. Rehnskiöld († 1715). In der Sakristei befindet sich ein Grabstein aus dem Jahre 1654.
Auf dem an die Kirche angrenzenden alten Kirchhof wurden nach 1876 keine Bestattungen mehr vorgenommen. Maulbeerbäume, die auf dem Friedhofsgelände noch wachsen, dokumentieren den gescheiterten Versuch Friedrichs II., hier ebenso wie in Liepe eine Seidenraupenzucht zu etablieren.

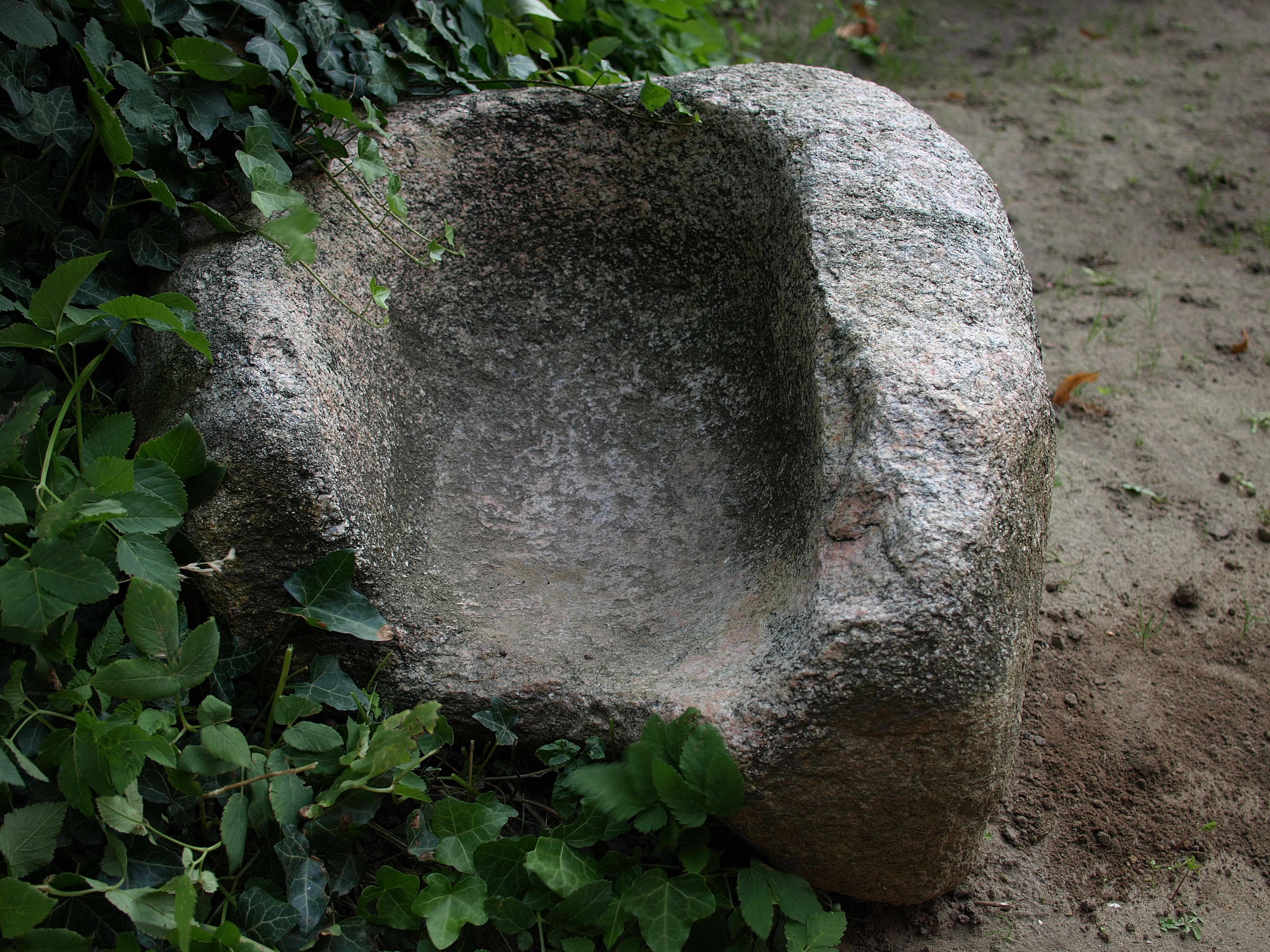
Mahlstein aus der Bronzezeit

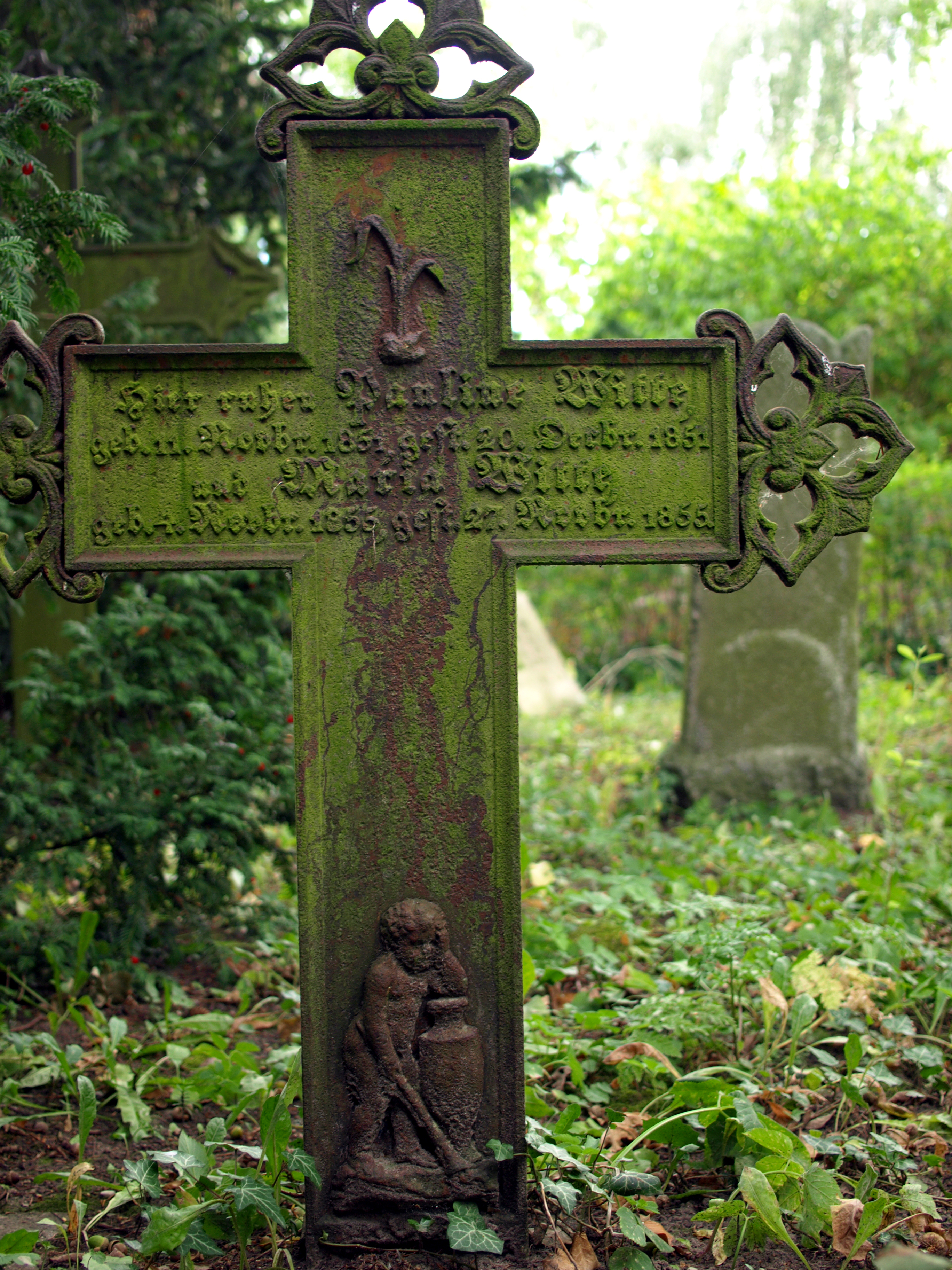
Grabkreuz aus dem 19. Jahrhundert

Auf dem Friedhof stehen zwischen den Gräbern aus dem 19. Jahrhundert einige bronzezeitliche Mahlsteintröge, die Pfarrer Wilhelm Hörstel vor dem Zweiten Weltkrieg zusammen mit anderen Steinfunden, z. B. aus Hünengräbern, gesammelt hat. Ein solcher Hünengrabstein trägt vor der Kirche den Taufstein aus dem 13. Jahrhundert. Der große Findling vor dem Glockenstuhl wurde mit 16 Pferden und Flaschenzügen vom Gothensee herbeigeschafft. Eine Besonderheit sind auch die vielen gusseisernen Grabkreuze aus dem 19. Jahrhundert, die in Swinemünde und Ueckermünde gefertigt worden sind.

## Geschichte
1270 kam Morgenitz in den Besitz des Klosters Grobe. Im Jahr 1318 erfolgte der Bau einer Kapelle. Ob das Portal in der Nordwand ein Rest dieser Kapelle ist, ist nicht nachgewiesen. Die jetzige Kirche stammt aus dem 15. Jahrhundert. Die großen Fenster in der Ostwand wurden 1702 durch schweren Sturm herausgerissen, die verbliebenen Öffnungen wurden später zugemauert. 1747 wurde das Dach durch einen Wirbelsturm abgedeckt, das neue Dach stürzte schon 1764 ein, zerschlug die flache Decke des Kirchenraumes und riss die obere Hälfte des Ostgiebel mit herab. Damals wurden Emporen, Altar und Kanzel, Taufstein, Kronleuchter, Gestühl und das alte Holzschnitzwerk, darunter mehrere Votivschiffe, zerschmettert. Der Wiederaufbau der Kirche erfolgte 1771. Aus diesem Jahre stammt auch der barocke Altaraufsatz.
Die Ausmalung der Kirche wurde 1777 dem Usedomer Maler Christoph Peter Hirt übertragen. Er malte auch die Bilder der Evangelisten an der Kanzel, die Altarbilder und die Blumen am Gestühl. 1894 wurde die Orgel eingebaut, dafür musste die flache Balkendecke einem Tonnengewölbe weichen. Nachdem die Kirche zuletzt im Jahr 1933 renoviert worden war, wurde die jüngste Renovierung 1977 vorgenommen. Die dafür erforderlichen Mittel brachte die Gemeinde selber auf.